# Système duodécimal
Le système duodécimal, aussi appelé système dozénal ou de base 12, est un système de numération, où les nombres s'écrivent à l'aide de douze symboles. Souvent, les chiffres arabes du système décimal ordinaire sont utilisés comme dix premiers symboles, les lettres A et B pour les deux restants.
Le nombre 12 admettant les quatre diviseurs 2, 3, 4 et 6, l'écriture en base  base 12 permet de diviser des entiers par 2, 3, 4, et 6, avec un résultat n'utilisant qu'un nombre fini de symboles après la virgule. En comparaison, c'est le cas pour la division par 2 et 5 dans le système décimal usuel (on obtient alors les nombres décimaux). 
Ce système de numération de base 12 a été utilisé pour la mesure de certains types de quantités au cours de l'histoire et a été proposé comme une alternative au système décimal.

## Description
En base douze, on utilise généralement les dix chiffres arabes de 0 à 9 ainsi que deux symboles variables pour représenter dix et onze, souvent A et B. Tout nombre peut être exprimé dans le système duodécimal à l'aide de ces douze symboles.
| Nombres écrits en base dix (système usuel) | 0 | 1 | 2 | 3 | 4 | 5 | 6 | 7 | 8 | 9 | 10 | 11 | 12 | 13 | 14 | 15 | 16 | 17 | 18 | 19 | 20 | 21 | 22 | 23 | 24 |
| Nombres écrits en duodécimal (base 12)     | 0 | 1 | 2 | 3 | 4 | 5 | 6 | 7 | 8 | 9 | A  | B  | 10 | 11 | 12 | 13 | 14 | 15 | 16 | 17 | 18 | 19 | 1A | 1B | 20 |

Par exemple, le nombre qui s'écrit 25 en système décimal, peut se décomposer par paquets de douze comme 25=2x12+1, et s'écrit donc 21 dans le système duodécimal. Le nombre qui s'écrit 119 dans le système décimal de décompose comme 119=9x12+11 donc s'écrit 9B en système duodécimal.
Sont aussi parfois utilisés les symboles suivants pour représenter dix et onze :
- X (dix en chiffres romains) et E (de l'anglais eleven) ;
- T (de l'anglais ten) et E (de l'anglais eleven) ;
- X (dix en chiffres romains) et Y (qui suit la lettre X) ;
- ↊ (deux culbuté) et ↋ (trois culbuté)[1] ;
- α (lettre grecque alpha minuscule) et β (lettre grecque bêta minuscule).

## Fractions
La base 12 permet de présenter les inverses des entiers 2, 3, 4, 6, 8, 9, 12, dans un développement fini,: 
- 1/2 s'écrit 0,6 dans le système duodécimal ;
- 1/3 s'écrit 0,4 ;
- 1/4 s'écrit 0,3 ;
- 1/6 s'écrit 0,2 ;
- 1/8 s'écrit 0,16 ;
- 1/9 s'écrit 0,14 ;
- 1/12 s'écrit 0,1.

Ces nombres sont ainsi des nombres duodécimaux, c'est-à-dire qu'ils ont un développement fini en base 12 comme les nombres décimaux ont un développement fini en base dix.
Les inverses de 5, 7, A (10 en base décimale) et B (11 en base décimale) ont, eux, un développement périodique illimité :
- 1/5 = 0,24972497...
- 1/7 = 0,186A35186A35 ....
- 1/A = 0,124972497...
- 1/B = 0,11....

La démonstration est analogue à celle qui montre que 3 ou 7, par exemple, ont un développement périodique illimité en base dix et s'effectue par exemple en faisant appel à des propriétés de divisibilité ou de manière équivalente à des congruences, :
En duodécimal (= 2 ᛫ 2 ᛫ 3), comme en sénaire, les fractions dont les dénominateurs sont des puissances de 2, de 3 ou des produits de puissances de 2 ou 3 ont une représentation finie :
- 1/8 s'exprime exactement avec un nombre fini de chiffres après la virgule : 0,16.
- 1/16 (décimal : 1/18) s'écrit 0,08
- 1/18 (décimal : 1/20)  nécessite un développement périodique illimité car son dénominateur inclut 5 dans sa décomposition.

## Utilisation
Alors que le décompte par douzaines de certaines quantités comme les heures, les œufs ou les huîtres est fréquent, l'utilisation du système en base douze n'est pas courante. On en trouve pourtant un exemple pratique utilisé dans la langue népalaise. Les Romains utilisaient également le système duodécimal pour représenter les fractions, alors qu'ils comptaient en base dix.

## Histoire

### Métrologie
En latin, il existe un grand nombre de noms et d'adjectifs pour désigner des ensembles de douze unités (duodecim), ce qui montre la familiarité du décompte en douzaines. Cependant, le latin réfère au douze comme « dix plus deux » plutôt qu'un nombre à part entière, et le traite comme un « accessoire de dix »[réf. nécessaire].
- duodecajugum : attelage de douze coursiers ;
- duodecas : douzaine ;
- duodecennium : période de douze ans ;
- duodecemvir : collège de douze magistrats ;
- etc.

Des exemples de cet usage sont les douze mois de l'année, les douze heures d'une montre (découpage de la nuit et du jour en douze heures basé sur le décan en Égypte antique), les douze divisions traditionnelles du temps dans une journée en Chine, les douze signes du zodiaque de l'astrologie, les douze signes du zodiaque de l'astrologie chinoise, la douzaine d'œufs etc. Il s'utilise encore dans le commerce (douzaine, grosse pour douze douzaines ou 122).

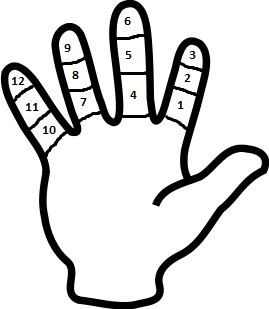
Comptage en duodécimal avec les phalanges.

Certaines populations (Moyen-Orient, Roumanie, Égypte) connaissent ce système de longue date, en comptant les phalanges de la main en omettant celles du pouce (qui est utilisé pour pointer les phalanges des autres doigts), ce qui donne bien le nombre douze, base de cette numération.
L'abondance de diviseurs pour 12 (12 est un nombre hautement composé) pourrait expliquer que les systèmes de mesure aient longtemps comporté des sous-multiples en douzièmes (douze pouces dans un pied, douze pence dans un shilling, douze deniers dans un sou, douze pièces dans une douzaine, douze douzaines dans une grosse, douze grosses dans une grande grosse, etc.).
Durant la révolution française, quand il a été question d'unifier les systèmes des poids et mesures, l'Assemblée Nationale a demandé à l'Académie des sciences de présenter un rapport sur cette réforme. Les académiciens Jean-Charles de Borda, Antoine Lavoisier, Mathieu Tillet et Nicolas de Condorcet, dans leur rapport de 1790, ont envisagé un temps de prendre le système duodécimal comme système arithmétique, avant d'y renoncer devant la difficulté de son acceptabilité, .
À quelques rares exceptions près, dont celle notable des États-Unis d'Amérique, ces systèmes ont été abandonnés partout, au profit du système décimal. Le Royaume-Uni a, par exemple, adopté la décimalisation de sa monnaie, la livre sterling, en 1971.

### Numération orale
On ne trouve pas trace de système d'énonciation des nombres qui soit complètement duodécimal. Cependant on trouve quelques indices de douze nombres de base et, dans quelques peuples très localisés, une utilisation occasionnelle du système duodécimal.
Les langues germaniques ont douze nombres de base[réf. nécessaire]. Contrairement aux langues romanes ou slaves où les mots pour onze et douze signifient en fait respectivement « dix et un » et « dix et deux » (« undici », « dodici » en italien, suivis par « tredici » ; « odinnadsať », « dvenadsať » en russe, suivis par « trinadsať »), on dit « eleven », « twelve » en anglais, « elf », « twaalf » en néerlandais, selon un modèle différent de la série de nombres suivants (« thirteen, fourteen, fifteen… » en anglais, qui signifient tous « dix et trois, dix et quatre, dix et cinq… »).
H. F. Mathews, en 1917, communique sur des tribus du peuple Nungu, dans la province de Nassawara au nord du Niger et signale la construction de 13 , 14, 15 etc. et  24, 36, etc. à l'aide du 12 (oso) et des 1 (iri), 2 (aha ), 3 (acha) etc. selon le principe suivant: 
- 13 = oso shi iri, 14 = oso shi aha, etc.
- 24 = oso aha, 36 = oso acha, etc.

De même, Ross C. Caughley en 1972, étudiant le peuple sino-tibétain Chepang, signale l'utilisation occasionnelle de décompte en base duodécimale que Martine Mazaudon, en 2008, analyse comme suit :  
- 15 = yat hale sum.jyo? (un douze + trois)
- 29 = nis hale ponja.jyo? (deux douze + cinq)
- 60 = ponja hale (cinq douze).

### Arithmétique
Peu de temps après la généralisation du système décimal positionnel en Europe, les mathématiciens commencent à s'intéresser aux systèmes de numération non décimaux.
Dans ses Récréations mathématiques, Édouard Lucas mentionne Simon Stevin comme ayant imaginé dès le début du XVIIe siècle un système de numération duodécimal avant de devenir un farouche promoteur du système décimal dans son ouvrage La Dîme. Cependant, selon Anton Glaser, il n'y aurait pas de telle mention dans les œuvres mathématiques de Stevin. 
Une des premières traces de la possibilité de traiter l'arithmétique dans d'autres bases que la base décimale se trouve dans un article de 1654 de Blaise Pascal sur un critère de divisibilité, De numeris multiplicibus. Après avoir exposé son critère en base dix, il explique que celui-ci est plus général et peut s'appliquer à d'autre bases comme la base douze, exemple à l'appui. À cette occasion, il expose le principe de la base duodécimale, indiquant la nécessité de deux symboles pour les chiffres dix et onze.
En 1670, dans son ouvrage Mathesis biceps, Juan Caramuel y Lobkowitz consacre tout un chapitre aux numérations non décimales, se concentrant principalement sur la base 2 mais évoquant également les bases trois, quatre, cinq, sept, huit, neuf, dix, onze, douze et soixante. Mais c'est Joshua Jordaine qui, en 1687, dans son Duodecimal arithmetick, va pousser le plus loin l'exploitation d'une écriture fractionnaire duodécimale et en faire la promotion, la jugeant plus adaptée aux systèmes métrologiques en vigueur. Il conserve la notation décimale pour la partie entière et utilise la notation duodécimale pour la partie fractionnaire sans pour autant inventer de symboles particuliers pour dix et onze, se contentant d'isoler ses chiffres par des séparateurs.  Il présente les opérations classiques (4 opérations, technique de conversion de base décimale en base duodécimale, extraction de la racine carrée et cubique, etc.) et expose son utilisation possible dans les systèmes métrologiques existants.
À partir du XVIIIe siècle, on trouve de nombreux exemples sur le système duodécimal dès que les ouvrages traitent d'écriture en base a quelconque (Étienne Bézout, Peter Barlow, Isaac Pitman, John W. Nystrom, Herbert Spencer, etc.). Certains de ces auteurs le trouvent logiquement plus adapté que le système décimal.

### Dozénalisme
Le système duodécimal est très peu utilisé, mais il a ses adeptes. En France par exemple, l'inspecteur général des finances Jean Essig le propose en 1955 dans son essai Douze notre dix futur, essai sur la numération duodécimale et un système métrique concordant,.
La Dozenal Society of Great Britain, au Royaume-Uni et la Dozenal Society of America aux États-Unis font la promotion du système duodécimal en affirmant qu'un système en base douze est meilleur que le système décimal tant du point de vue mathématique que pour les questions pratiques.